# Kamil Al-Aswad
Kamil Hasan Abdulla Ahmed Hasan Al-Aswad (arab. كميل حسن عبد الله الأسود; ur. 8 kwietnia 1994 w Manamie) – bahrajński piłkarz grający na pozycji obrońcy. Jest wychowankiem klubu Riffa SC.

## Kariera piłkarska
Swoją karierę piłkarską Al-Aswad rozpoczął w klubie Riffa SC, w którym w 2013 roku zadebiutował w pierwszej lidze bahrajńskiej. W sezonie 2013/2014 wywalczył z nim mistrzostwo Bahrajnu, a w sezonie 2016/2017 został wicemistrzem tego kraju.

## Kariera reprezentacyjna
W reprezentacji Bahrajnu Al-Aswad zadebiutował 7 października 2018 w wygranym 3:1 towarzyskim meczu z Filipinami. W 2019 roku został powołany do kadry na Puchar Azji.